# منافي الرب
منافي الرب رواية للروائي المصري أشرف الخمايسي. صدرت الرواية لأوّل مرة عام 2013 عن دار الحضارة للطباعة والنشر والتوزيع في القاهرة. ودخلت في القائمة الطويلة للجائزة العالمية للرواية العربية لعام 2014، المعروفة باسم «جائزة بوكر العربية».